# Nitasha Kaul
Nitasha Kaul, né en 1976, est une universitaire, écrivaine et poète indienne basée à Londres. En 2009, elle a écrit Residue, qui était le premier roman en anglais d'une femme cachemirienne et a été présélectionné pour le prix littéraire asiatique de 2009.

## Jeunesse et éducation
Kaul a grandi à Delhi et a fait ses études à l'école St. Thomas. Elle est diplômée en économie du Sri Ram College of Commerce avant de poursuivre ses études supérieures à l'Université de Hull. Kaul a ensuite obtenu son doctorat en économie et philosophie de Hull, en 2003. Sa thèse de doctorat est intitulée Interrogating the Subject-World of Economic Epistemology: Re-Imagining Theory and Difference.